# Cahuachi
Cahuachi era un centro ceremonial de la cultura Nazca que vivió su época de esplendor entre el año 1 y el 500, y estaba situado en el valle del río Nazca, a 28 km de la ciudad del mismo nombre y cerca de las Líneas de Nazca. Su nombre significa lugar donde viven los videntes.
El arqueólogo italiano Giuseppe Orefici  ha estado excavando el lugar desde 1982. Debido al clima seco, los hallazgos son abundantes e incluyen  material efímero, tal como ropa; en 1998 se descubrió un depósito de ropas, con 200 prendas de tela estampada. Esto es algo fuera de lo corriente en la cultura nazca, que en general usaba tejidos de un único color, bordados posteriormente. Cahuachi también ha sido estudiado por Helaine Silverman, que ha escrito un libro sobre esta ciudad.

## La ciudad
Sus habitantes permanentes eran pocos y vivían de la agricultura, pero era un centro de peregrinaje cuya población crecía en las fechas de acontecimientos ceremoniales importantes, acontecimientos que implicaron probablemente las Líneas de Nasca y la duna gigante. 
También tenía una necrópolis llamada Chauchilla, otra causa de viajes periódicos. Esta teoría del peregrinaje está apoyada tanto por evidencia arqueológica de la escasez de población en Cahuachi como por las figuras de Nasca, que muestra criaturas como una orca, mono, perro, etc que no existen en la región Nasca, aunque esto también puede explicarse por el comercio o por expediciones de otro tipo.
La ciudad fue fundada antes del nacimiento de la Cultura Nasca, durante el siglo IV a. C., y declinó cerca el 300 d. C., tras la invasión de los Huari.

## Hallazgos
Sus construcciones eran de adobe, en forma cónica, alcanzando 24 km², siendo una de las zonas urbanas más grandes del mundo andino  y la más importante de la Cultura Nazca (400 a. C. - 400 d. C.). Los restos apuntan a que los techos, puertas y ventanas eran sostenidos con madera de guarango y la techumbre se hacía con cañas entrecruzadas atadas con cuerdas de pelo de llama y algodón. 
Hasta ahora se han descubierto 34 construcciones dentro de la muralla, entre los que destacan: 
- Gran pirámide, que tiene 150 metros de largo y 28 de altura, y de la que se han descubierto siete niveles escalonados. Era el centro ceremonial del culto.
- Templo escalonado, del que se ha descubierto un muro con inscripciones y frisos, de 5 metros de alto y 25 de largo.
- Montículos: 40 montículos con construcciones de adobe.

En la necrópolis se han investigado varias tumbas, encontradas con su ajuar intacto.
Todo el material arqueológico procedente de este yacimiento se encuentra exhibido en el Museo Arqueológico Antonini de Nasca.